# Уэст-стрит, 200
Уэст-стрит, 200 (англ. 200 West Street), также известный как Башня Goldman Sachs и Штаб-квартира Goldman Sachs — офисный небоскрёб в Нью-Йорке (США), расположенный по шоссе Вест-Сайд-Хайвей в квартале Бэттери-Парк-сити. Штаб-квартира компании Goldman Sachs с 2009 года. Имея высоту 228 метров, занимает 31-ю строчку в списке самых высоких зданий Нью-Йорка и 85-ю в аналогичном списке для всех США (на 2015 год).

## Описание
Главный вестибюль здания имеет настенную роспись размером 24 на 7 метров. Её автор — художница Джули Мерету, компания заплатила ей за эту работу пять миллионов долларов. Шесть этажей отданы под торговые точки, остальные занимают офисы, в здании работают 7500—9000 сотрудников, также есть спортзал площадью более 5000 м².
Небоскрёб имеет золотой сертификат в системе «Руководство по энергоэффективному и экологическому проектированию», это связано с тем, что в здании нет обычных кондиционеров, помещения охлаждаются с помощью льда: в подвале здания размещены 92 резервуара, в которых находится более 771 тонны льда. Лёд намораживают каждую ночь, когда тарифы на электроэнергию ниже, чем днём. В течение дня он постепенно тает, а охлаждённый таким образом воздух подаётся в помещения.
Основные характеристики
- Строительство: с 2005 по 2010 год
- Высота: 228,3 м
- Этажность: 44 этажа
- Площадь помещений: 139 350[5]—195 096[4] м²
- Лифтов: 53
- Владелец и застройщик: Goldman Sachs[6]
- Архитекторы: Генри Кобб[англ.] (Pei Cobb Freed & Partners[англ.])[7] и Adamson Associates Architects
- Главный инженер: Halcrow Group[англ.]
- Главный подрядчик: Tishman Realty & Construction[англ.]
- Стоимость строительства: 2,1[4]—2,4[3] млрд долл. Из них 1,65 млрд были профинансированы через систему целевых облигаций New York Liberty Zone Bonds и ещё 115 млн с помощью отмены налогов и вручения грантов. Город и штат Нью-Йорк пошли на это в надежде, что присутствие такой крупной компании как Goldman Sachs привлечёт в деловой центр города другие фирмы.

## История
С 2004 по 2009 год штаб-квартира компании Goldman Sachs располагалась в здании 30 Hudson Street, находящемся юридически в другом штате, но по факту очень близко, через реку Гудзон. Используя «венецианскую стратегию», компания имеет специальный договор с транспортной компанией NY Waterway, которая перевозит сотрудников Goldman Sachs от одного здания к другому, из одного штата в другой.
Строительство здания новой штаб-квартиры было начато 29 ноября 2005 года. На церемонии присутствовали мэр города Майкл Блумберг и губернатор штата Джордж Патаки.

14 декабря 2007 года лопнул трос на одном из занятых в строительстве подъёмных кранов. В результате происшествия с высоты 13-го этажа на землю упал семитонный груз, который разрушил две бытовки и ранил 39-летнего архитектора. Это остановило строительство на несколько дней. Ещё одно происшествие случилось 17 мая 2008 года: с 18-го этажа упал лист стали размером 76 на 76 сантиметров. Он спланировал на находящуюся неподалёку бейсбольную площадку, на которой в тот момент играли дети. Никто не пострадал. Из-за второго происшествия строительство было приостановлено уже на месяцы.
Открытие здания состоялось в октябре 2009 года, первые сотрудники въехали уже в следующем месяце, хотя полностью достроен небоскрёб был лишь в 2010 году.